# Troço
O troço constituía um antigo tipo de unidade militar, existente em algumas armas das forças terrestres, correspondente aproximadamente ao regimento ou ao batalhão.
No século XVIII, as unidades até aí designadas "troços" passaram a designar-se "regimentos".

## Portugal
No Exército Português dos séculos XVII e XVIII existiam troços de artilharia e de cavalaria.
Durante a Guerra da Restauração, as companhias de cavalaria passaram a agrupar-se em unidades táticas, comandadas por comissários-gerais de cavalaria (equivalentes aos atuais coronéis), designadas "troços". A partir de 1664, ficou estabelecido que cada troço de cavalaria seria composto por oito companhias, uma das quais comandada pelo próprio comissário-geral. Os troços de cavalaria não constituiam unidades permamentes, sendo apenas organizados em campanha, já que as companhias de cavalaria constituiam unidades administrativamente independentes. Na sequência da organização do Exército de 1707, foram criados regimentos de cavalaria e de dragões, agrupando as companhias tanto em tempo de guerra como em tempo de paz e assumindo as funções táticas dos anteriores troços.
A partir do século XVII, o Exército Português dispôs também de troços de artilharia. Estes, ao contrário dos de cavalaria, constituiam unidades permamentes, tendo sobretudo funções administrativas. Em 1677, foi criado o Troço de Artilharia do Mar, com 300 artilheiros, para guarnição dos navios da Armada. Este deu origem ao Troço de Artilharia da Corte em 1701, o qual foi transformado em regimento de 12 companhias em 1708, voltando a organizar-se como troço em 1715. Em 1706, foi criado o Troço de Artilheiros da Província do Alentejo, com oito companhias. Em 1718, os troços de artilharia existentes foram reorganizados respetivamente como Regimento de Artilharia da Corte e Regimento de Artilharia do Alentejo, sendo ainda criado o Regimento de Artilharia do Algarve.